# Josef Šediva
Josef Šediva (18. prosince 1853 Semily – 30. listopadu 1915 Oděsa) byl český výrobce žesťových (nátrubkových) hudebních nástrojů a mezinárodně oceňovaný inovátor na tomto poli.

## Život
Vyučil se zřejmě u svého otce a během tovaryšských let působil pravděpodobně i u Václava Františka Červeného. Nejpozději od roku 1882 vedl vlastní výrobu žesťových nástrojů v Oděse, s filiálkou v Samarkandu založenou ještě v 80. letech 19. století. Na řadě světových výstav získal ocenění za své nástroje (1882 Moskva, 1889, Ženeva, 1889 Tunis, 1890 Paříž, 1895 Nižnyj Novgorod), několik svých vynálezů (nástrojů i jejich příslušenství) si nechal patentovat. Pozdější konkrétní osudy Šedivovy firmy nejsou známy. Velmi pravděpodobně zanikla v souvislosti s událostmi Velké říjnové revoluce.

## Šedifon
Mezi nejvýznamnější Šedivovy vynálezy patří rodina žesťových nástrojů se dvěma ozvučníky, které umožňovaly hráči přepínat mezi ostřejším (trubka, trombón) a měkčím (křídlovka, eufonium) typem tónu. Pod svým jménem, jako tzv. šedifony, si nástroje nechal patentovat roku 1901. Několik jich je k vidění ve sbírkách Českého muzea hudby v Praze.

## Příručka pro stavbu nátrubkových dechových nástrojů
| „                       | Přemítal jsem o našem řemesle a dospěl jsem k závěru, že je především nutné výrobu žesťových nástrojů nově vysvětlit a dát jí pravidla. | “ |
| — z úvodu k Rukovodstvu | |   |

Nedostatek odborné literatury v jeho vlastním oboru přiměl Šedivu k sepsání Příručky pro výrobu dechových žesťových nástrojů, signálních rohů a trubek i malých a velkých bubnů (orig. Rukovodstvo dlja proizvodstva i dlja zakazov duchovych metalličeskich muzykalnych instrumentov, signalnych pěchotnych rožkov, signalnych kavalerijskich trub, malych i bolšich barabanov). Vzhledem k velmi malé dobové produkci příslušné technické literatury se jedná o významný pramen poznání praktických nástrojářských technik přelomu 19. a 20. století. Šediva byl při vysvětlování svých postupů nebývale otevřený (tzn. byl ochoten sdělit čtenáři mnoho informací, které si mohl ponechat už jako výrobní tajemství – např. tabulky konkrétních geometrických proporcí svých nástrojů).